# Antywane Robinson
Antywane Robinson (nacido el 12 de julio de 1984 en Charlotte, Carolina del Norte) es un jugador de baloncesto estadounidense que actualmente se encuentra sin equipo. Con 2,01 de estatura, su puesto natural en la cancha es el de ala-pívot.

## Trayectoria deportiva
Es un jugador formado en Temple Owls y tras no ser drafteado en 2006, el jugador comenzaría su carrera profesional en la NDLeague en las filas de los Sioux Falls Skyforce. El alero jugaría en las ligas de verano con Seattle Supersonics, Philadelphia 76ers y Atlanta Hawks. En 2007, daría el salto a Europa para jugar en las filas del ÉB Pau-Orthez, donde se convertiría en ídolo para la afición y formaría parte del club hasta en tres etapas diferentes.
En la temporada 2011-12, en las filas del Erdemispor, logró unas cifras en la TBL de 11.9 puntos, 5.7 rebotes, 1.5 asistencias y 1 robo por partido.
También formaría parte de clubes de Letonia, Italia y Francia.
En 2016, firmaría por una temporada por el ÉB Pau-Orthez, lo que sería su tercera etapa en el club galo.